# Bobby Richardson
Robert Clinton Richardson (ur. 10 sierpnia 1935) – amerykański baseballista, który występował na pozycji drugobazowego.

## Kariera sportowa
W 1953 podpisał kontrakt jako wolny agent z New York Yankees i początkowo grał w klubach farmerskich tego zespołu, między innymi w Denver Bears, reprezentującym poziom Triple-A. W Major League Baseball zadebiutował 5 sierpnia 1955 w meczu przeciwko Detroit Tigers, w którym skradł bazę, zaliczył uderzenie, bazę za darmo i zdobył runa. Dwa lata później po raz pierwszy został wybrany do Meczu Gwiazd.
W sezonie 1958 zdobył pierwszy tytuł World Series, w których Yankees pokonali Milwaukee Braves w siedmiu meczach. W 1960, mimo iż Yankees przegrali w World Series z Pittsburgh Pirates, po decydującym o zwycięstwie Piratów home runie Billa Mazeroskiego w meczu numer 7, został wybrany najbardziej wartościowym zawodnikiem serii. Rok później zdobył drugi mistrzowski tytuł, po wygranej Yankees z Cincinnati Reds, i po raz pierwszy otrzymał Złotą Rękawicę. W sezonie 1962 zaliczył najwięcej uderzeń w American League (209), zdobył trzeci tytuł World Series, w których Yankees pokonali San Francisco Giants w siedmiu meczach, a w głosowaniu do nagrody MVP American League zajął 2. miejsce za kolegą z zespołu Mickeyem Mantlem. 10 maja 1966 w wygranym przez Yankees meczu z Cleveland Indians zaliczył pięć uderzeń na pięć podejść do odbicia. Karierę zawodniczą zakończył z powodów osobistych w 1966 w wieku 30 lat.
W późniejszym okresie był między innymi członkiem sztabu szkoleniowego na University of South Carolina (1970–1976), a w 1996 został uhonorowany członkostwem w State of South Carolina Hall of Fame, zaś w 2004 w uczelnianej South Carolina Athletic Hall of Fame.
| Nagroda/wyróżnienie         | Lata                                              | Źródło            |
| 8× All-Star                 | 1957, 1959², 1962¹, 1962², 1963, 1964, 1965, 1966 | [ 1 ]             |
| 5× Gold Glove Award         | 1961–1965                                         | [ 1 ]             |
| 3× zwycięzca w World Series | 1958, 1961, 1962                                  | [ 4 ] [ 6 ] [ 7 ] |
| World Series MVP            | 1960                                              | [ 5 ]             |